# 스타키스
스타키스(그리스어: Στάχυς, ?년 - 54년)는 서기 38년경부터 54년경까지 제2대 비잔티움의 주교이다.
스타키스는 신약성경에서 사도 바울로에 의해 “그리스도를 위해서 함께 일하는 동지 우르바노와 내 사랑하는 스타키스에게 문안해 주십시오.”(로마인들에게 보낸 편지 16:9)라고 한 번 언급되며, 그 밖에 그에 관한 모든 이야기는 교회 전승에 의한 것이다. 그는 사도 안드레아 및 사도 바울로와 가까운 사이였던 것으로 보인다. 전승에 의하면 사도 안드레아는 38년에 비잔티움 교회를 세우고 스타키스를 그곳의 주교로 서품하였으며, 이후 스타키스는 16년 동안 비잔티움 교회를 사목했다고 한다.
비잔티움 교회는 훗날 콘스탄티노폴리스 세계 총대주교청으로 발전하고 사도 안드레아를 수호성인으로 모시게 된다. 스타키스는 아르기로풀리에 교회를 세웠고, 많은 사람이 그의 가르침을 듣기 위해 모여들었다.
스타키스가 과연 로마인들에게 보낸 편지에서 바울로가 “내가 사랑하는 스타키스”라고 말한 인물과 동일인물인지는 확실하지 않지만, 전통적으로 로마인들에게 보낸 편지 16장 8-11절에서 함께 말한 다섯 명의 사도(암플리아토스, 마케도니아의 우르바노스, 이라클리온의 아펠레스, 브리타니아의 아리스토불로스, 아테네의 나르키소스)와 같이 언급된다.
축일은 10월 31일이다.